# ستيفين مكغين
ستيفين مكغين (بالإنجليزية: Stephen McGinn) (2 ديسمبر 1988 بغلاسكو في المملكة المتحدة - ) هو لاعب كرة قدم بريطاني في مركز الوسط. شارك مع منتخب اسكتلندا تحت 19 سنة لكرة القدم ومنتخب اسكتلندا تحت 21 سنة لكرة القدم. أما مع النوادي، فقد لعب مع شروزبري تاون وشيفيلد يونايتد ونادي سانت ميرين ونادي واتفورد ونادي دندي وويكمب وندررز.

## وصلات خارجية
- ستيفين مكغين على موقع الاتحاد الإسكتلندي (الإنجليزية)
- ستيفين مكغين على موقع قاعدة بيانات كرة القدم.إي يو (الإنجليزية)
- ستيفين مكغين على موقع Soccerbase.com (لاعب) (الإنجليزية)
- ستيفين مكغين على موقع Soccerway.com (الإنجليزية)
- ستيفين مكغين على موقع عالم كرة القدم.نت (الإنجليزية)